# Internationale luchthaven Hangzhou Xiaoshan
De internationale luchthaven Hangzhou Xiaoshan (Chinees: 杭州萧山国际机场, Hanyu pinyin: Hángzhōu Xiāoshān Guójì Jīchǎng, Engels: Hangzhou Xiaoshan International Airport) is een luchthaven in het district Xiaoshan op 27 kilometer ten oosten van Hangzhou, China. De luchthaven bedient Hangzhou en de rest van de provincie Zhejiang.
De luchthaven opende in 2000 als vervanging van de oude luchthaven Hangzhou Jianqiao. De laatste uitbreiding aan Hangzhou Xiaoshan dateert van 2012 toen op 30 december dat jaar een nieuwe, derde terminal en de tweede landingsbaan in gebruik werden genomen. In 2015 maakten 28.354.435 passagiers gebruik van de luchthaven. Daarmee is de luchthaven de op negen na drukste luchthaven van de Volksrepubliek China. De luchthaven is een hub voor Loong Air en Xiamen Airlines en een focusbestemming voor Air China, China Southern Airlines, China Eastern Airlines en Hainan Airlines.
Sinds 30 december 2020 wordt de luchthaven bediend door de lijnen 1 en 7 van de metro van Hangzhou. In 2022 werd ook de nieuwe lijn 19, de Airport Express, die de luchthaven met het stadscentrum verbindt, in dienst genomen.